# 이반치나고리차

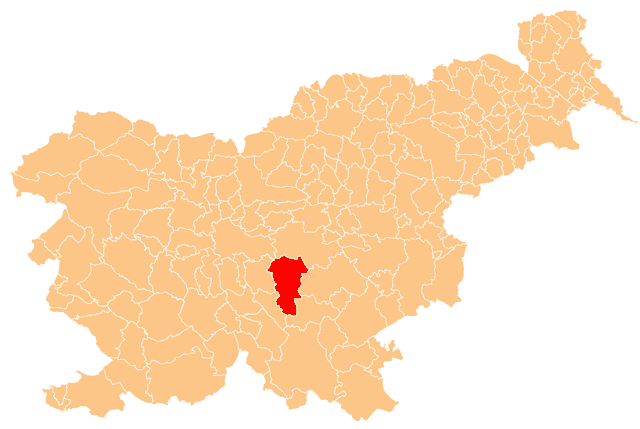
이반치나고리차의 위치

이반치나고리차(슬로베니아어: Ivančna Gorica)는 슬로베니아의 도시로 면적은 227.0km2, 인구는 13,567명(2002년 기준), 인구 밀도는 59.8명/km2이다.